# General Atomics MQ-20 Avenger
Pour les articles homonymes, voir Avenger.
Le General Atomics MQ-20 Avenger (anciennement Predator C) est un drone de reconnaissance et de combat ayant des caractéristiques furtives. Son design est basé sur son prédécesseur le MQ-1 Predator.

## Caractéristique
Il possède une longueur de 13,5 mètres pour une envergure de 22 m, il est propulsé par un réacteur Pratt & Whitney et non par un turbopropulseur comme son aîné. Il est ainsi capable d’évoluer à une vitesse de 740 km/h à une altitude d’environ 15 000 mètres.

## Histoire
Le premier vol du premier Avenger a eu lieu en avril 2009 et celui du deuxième prototype Predator C Avenger a lieu le 12 février 2012. 
Devant remplacer à l'origine le Predator A, la décision de l'USAF d'annuler celui-ci en 2012 porte un coup d'arrêt majeur au programme, qui n'a pas réussi à s'exporter en 2021.
En 2017, neuf Predator C ont été officiellement construits :
- Un prototype légèrement plus petit que la production de série ;
- Un pour l'USAF
- Sept pour une branche non-identifié du gouvernement des États-Unis[3].

Un Avenger ER plus grand a effectué un record de durée de vol le 24 et 25 janvier 2018 en volant 23,4 h.
L'appareil a reçu la désignation MQ-20.